# Стерьо Николов
Стерьо (Стерйо) Николов Щраканов е български общественик от влашки произход, деец на Македонската патриотична организация.

## Биография
Стерьо Николов е роден в костурското село Брезница, тогава в Османската империя, днес в Гърция, в семейството на Никола Попстерьов от Писодер и София. Стерьо Николов завършва основно образование в родното си село, след това завършва курса на българското класно училище в Костур и записва да учи в българската класическа гимназия в Битоля, но през 1912 година след затварянето ѝ от сръбските власти се прибира в Брезница. През 1913 година гръцките власти арестуват множество българи, сред които и Стерьо Николов, и ги заточват в Бер. Стерьо Николов бяга на четвъртия месец от ареста си и през Албания бяга в Канада през 1914 година. Работи в Торонто до 1919 година и членува в тамошното Юнашко дружество, а след това работи в Детройт и през 1922 година заминава за Варна. Там се събира с родителите си и се жени за Мария Николова от Цариград, по произход от Охрид, с която имат три деца - Кирил, Димитър и Милка. Междувременно членува в македонската младежка организация Братя Миладинови и македонското братство „Тодор Александров“.
През 1926 година Стерьо Николов повторно емигрира в САЩ, установява се в Детройт и между 1930 и 1933 година работи в печатницата на „Македонска трибуна“, печатен орган на МПО, като между 1933 и 1936 година отново е във Варна, след това се занимава с подготовката на издаването на Македонския алманах в САЩ. Стерьо Николов е бил член и секретар на МПО „Татковина“, Детройт и МПО „Даме Груев“, Индианаполис и член на тамошните македоно-български църковни общини. Делегат е на 6 конгреса на МПО, секретар на постоянното бюро и член на Съюзната контролна комисия.